# Пакослав (Равицький повіт)
Пакослав (пол. Pakosław) — село в Польщі, у гміні Пакослав Равицького повіту Великопольського воєводства.
Населення — 1095 осіб (2011).
У 1975-1998 роках село належало до Лешненського воєводства.

## Демографія
Демографічна структура станом на 31 березня 2011 року:
|          | Загалом | Допрацездатний вік | Працездатний вік | Постпрацездатний вік |
| -------- | ------- | ------------------ | ---------------- | -------------------- |
| Чоловіки | 560     | 138                | 385              | 37                   |
| Жінки    | 535     | 104                | 326              | 105                  |
| Разом    | 1095    | 242                | 711              | 142                  |